# Juncus howellii
Juncus howellii là một loài thực vật có hoa trong họ Juncaceae. Loài này được F.J.Herm. mô tả khoa học đầu tiên năm 1949.